# 比尔拉天文馆
比尔拉天文馆（Birla Planetarium）是印度的著名天文馆，位于加尔各答 （页面存档备份，存于）、海德拉巴和金奈三地。太阳系。海德拉巴的比尔拉天文馆是一座白色大理石建筑，位于市中心的小山顶上，开放于1985年9月8日，游客可以听到泰卢固语、印地语和英语的讲解，而在加尔各答，还可以听到孟加拉语和许多其他印度语言的讲解。天文馆有关于宇宙、空间、银河、彗星、哈勃空间望远镜、日食、神秘的空间飞行物 UFO等各个方面的展示。